# مزار امام قلی
مزار امام قلی؛ نام مزاری تاریخی مربوط به اواخر دورهٔ صفوی تا دورهٔ افشار است و در شهرستان رشتخوار، ۴۰۰ متری شرق روستای سنگان واقع شده و این اثر در تاریخ ۱۶ اسفند ۱۳۸۴ با شمارهٔ ثبت ۱۴۳۲۷ به‌عنوان یکی از آثار ملی ایران به ثبت رسیده‌است.